# Jungapeo de Juárez
Jungapeo de Juárez är en kommunhuvudort i Mexiko.   Den ligger i kommunen Jungapeo och delstaten Michoacán de Ocampo, i den södra delen av landet, 140 km väster om huvudstaden Mexico City. Jungapeo de Juárez ligger 1 314 meter över havet och antalet invånare är 5 189.
Terrängen runt Jungapeo de Juárez är huvudsakligen lite bergig. Jungapeo de Juárez ligger nere i en dal. Runt Jungapeo de Juárez är det ganska tätbefolkat, med 139 invånare per kvadratkilometer. Närmaste större samhälle är Heróica Zitácuaro, 14,6 km öster om Jungapeo de Juárez. I omgivningarna runt Jungapeo de Juárez växer huvudsakligen savannskog.